# Hercostomus dimidiatus
Hercostomus dimidiatus är en tvåvingeart som beskrevs av Charles Howard Curran 1939. Hercostomus dimidiatus ingår i släktet Hercostomus och familjen styltflugor.
Artens utbredningsområde är Zimbabwe. Inga underarter finns listade i Catalogue of Life.